# غلوتين القمح
غلوتين القمح هو طعام مصنوع من الغلوتين، البروتين الرئيسي من القمح. يُحضر عن طريق غسل عجينة دقيق القمح بالماء حتى يتم إزاله حبيبات النشويات، تاركاً الغلوتين اللزج غير القابل للذوبان ككتلة مرنة، الذي يطبخ بعد ذلك قبل أن يؤكل. يستخدم مصطلح «سيتان» بدرجه كبيرة في المواد الغذائية النباتية والخصرية والأغذية المتكاملة ودوائر نباتية لأطباق غلوتين القمح.
غلوتين القمح هو بديل للأغذية المعتمدة على فول الصويا مثل التوفو، التي دائماً تستخدم كبدائل للحوم. تحتوي بعض أنواع غلوتين القمح على قماش مطاطي أو صلب يشبه اللحم أكثر من البدائل الأخرى. غلوتين القمح هو دائماً يستخدم بدلاً من اللحوم في آسيا، المطاعم النباتية، البوذية، والمأكولات النباتية المطبوخة. «البطة الوهمية» هي استخدام شائع لغلوتين القمح.
تفقتر بروتينات غلوتين القمح إلى اللايسين، وهو حمض أميني أساسي. أول ظهور لغلوتين القمح خلال القرن السادس عشر كمكون للمعكرونة الصينية. اشتهر تاريخياً في المطبخ الصيني، الياباني وغيرها من أمم شرق وجنوب شرق آسيا. في آسيا، يشاع وجوده في قوائم المطاعم التي تقدم الطعام بشكل أساسي للزبائن البوذيين اللذين لا يأكلون اللحوم.

## التاريخ
تم توثيق غلوتين القمح في الصين منذ القرن السادس عشر. تم استهلاكه بواسطة الصينيين على نطاق واسع كبديل عن اللحم، خاصة بين أتباع البوذية. ظهرت أقدم إشارة لغلوتين القمح في كيمين ياوشو، كتبت الموسوعة الزراعية الصينية بواسطة جايكسي سنه 535. تذكر الموسوعة أن المعكرونة التي أعدت من غلوتين القمح تسمى بـ«بو ديو». غلوتين القمح عرفت كـ«ميان جين» بواسطه سلالة سونغ (1279-960). وصل غلوتين القمح إلى الغرب بحلول القرن الثامن عشر. دي فرومنتو، باحث إيطالي عن القمح كتبه في اللاتينية بارتو لوميو بكاري في عام 1728، ونشر في بولونيا عام 1745، وصف عملية غسيل دقيق القمح  لاستخراج الغلوتين. كتب جون اميسون تعريفاً باللغة الإنجليزية لغلوتين القمح في عناصره العلمية والفنية ونُشرت في عام 1803. بقدوم ثلاثينيات القرن التاسع عشر، كان الاطباء الغربيون يوصون بغلوتين القمح في غذاء مصابين السكري. في الولايات المتحدة، شجع السبتيون لاستهلاك غلوتين القمح ابتداء من اواخر القرن التاسع عشر. اغذية المصح، اعلنت شركه منتسبة إلى باتيل كريك التابعة لـ جون هارفي كيلوغ عن غلوتين القمح عام 1882.

### أصل كلمة سيتان
كلمه «سيتان» من اصل ياباني صيغت عام 1961 بواسطه جورج أوشاوا، وهو مؤيد ياباني للنظام الغذائي النباتي، للإشارة إلى منتج غلوتين القمح الذي انشئ بواسطه كيوشي موكوتاني طالب أوهسوا. في عام 1962، بيع دقيق القمح كسيتان في اليابان بواسطه ملوشيما شويو ك. ك. استورد إلى الغرب في عام 1996 بواسطه شركه إيريون الأمريكيه.

## أشكال غلوتين القمح

### الصينية
غلوتين القمح، يدعى (ميان جين) في اللغة الصينية (أيضاً يهجة ميان مين أو ميان تشينغ) يُعتقد انه نشأ في الصين القديمه، كبديل للحوم لاتباع البوذيه، خصوصاً بعض الرهبان البوذيون من ماهايانا، هم نباتيون متشددون (انظر المطبخ البوذي). سمات إحدى القصص اختراع اللحم المقلد إلى الطهاة اللذين اعدوه للأباطرة الصينيين، اللذين كانوا معتادين على الاحتفال بإسبوع النبات كل عام. ميان جين غالباً تُقلى عميقاً قبل البدء بطبخها في المطبخ الصيني، اللذي يضفي قشره مقرمشه تعزز قوام الغلوتين. هناك ثلاثه اشكال صينيه اوليه من غلوتين القمح.

#### الغلوتين الزيتي/الزيتي المقلي
الغلوتين المقلي بالزيت هو غلوتين خام يتمزق إلى اجزاء صغيره، وثم يقلى عميقاً إلى كرات منتفخه صغيره يبلغ قطرها حوالي 3-5 سم (1-2 بوصه) ويباع انه «شبيه أذن البحر». هي بنيه ذهبيه اللون، ومطبوخه أو مقليه في حساء لذيذ أو يخنه قبل الاكل. كثيراً ما يقترن الفطر الاسود ب شيتاكي. ترى احيانا في المتاجر الآسيوية كرات غلوتين مقليه أكبر حجما تدعى ميان جين كي أو ميان جين باو، قد يصل قطرها إلى 13 سم (5 بوصه). غالباً ما تكون محشوه باللحوم أو مخاليط التوفو وتقدم كطبق يسمى «كرات اللحم الغلوتيه» أو «الغلوتين المحشو باللحوم».

#### الغلوتين المطهو على البخار
الغلوتين المطهو على البخار هو غلوتين خام ملفوف حول نفسه ليشكل نقانق طويله ثم يُبخر. هذا النوع من الغلوتين له نسيج كثيف ونطاقات لونه من لون غير ابيض إلى لون رمادي اخضر فاتح. يتم فتحه وتمزيقه إلى شرائح قبل البدء باستخدامه كمكون في الوصفة. عندما يقطع هذا الغلوتين الشبيه بالسجق إلى ميداليات، يدعى الشكل الناتج ميان لون (حرفياً «عجلات الغلوتين»). الكتل الأكبر حجما من الغلوتين المطهو على البخار تُلون احيانا بالزهري وتباع على انها هام مزيف (Mock Ham) نباتية.

#### الغلوتين الاسفنجي المخبوز
يشبه في تركيبه الإسفنج، كاو فو (يطلق عليه احيانا بالإنجليزية «نفخة النخالة») يصنع بواسطه تخمير الغلوتين النييء، ثم يخبزه أو يبخره. تباع هذه ككتل صغيره في الاسواق الصينية ثم تقطع وتطهى. هذا النوع من الغلوتين يمتص سائل الطهي مثل الإسفنج ويتمتع به بسبب طبيعته «العصيريه». نسيج الكاو فو الصيني يختلف عن نظيره الياباني، ياكي فو، بسبب فقاعات الهواء الأكبر نسبياً التي يحتويها. كاو فو متوفر في اشكال طازجه، مجمده، مجففه ومعلبه.
مين جين أيضا متوفره في محلات البقالة الاسيويه في اشكال معلبه ومتصدعه، غالبا تُملح في خليط من الفول السوداني أو الفطر. عاده ما يؤكل الغلوتين المعلب والقاسي كمرافق للكونجي (عصيده الارز المسلوق) كجزء من فطور صيني تقليدي.
يمكن ان يكون من الصعب العثور في المطاعم الصينية على وجبه ميان جين المحضره طازجا غير تلك المتخصصه في المطبخ البوذي أو النباتي. اعتمادا على طريقه تحضيره  والمكونات المستخدمه فيه، يمكن استخدام ميان جين الطازجه والمحفوظه لمحاكاه لحم الخنزير، لحم البقر، أو حتى الطعام البحري.

### اليابانيه
في المطبخ الياباني، يطلق على النوع التقليدي من القمح اسم  فو («الغلوتين»)، نشأ بلهجه جيانغنان الصينية لاسم اد كا-فو. في اليابان، يستخدم النوعان الرئيسيان من فو على اوسع نطاق في الطبخ النباتي (شوجين ريوري) ومراسم طبخ الشاي (تشا-كايسيكي) (جا). هناك نوعان رئيسيان من فو، ناما- فو النيئه، وياكي-فو المخبوز الجاف.

#### نيئه
النيء (ناما-فو) هو غلوتين صلب الذي يمزج مع دقيق الارز الدبق والدخن ويتبخر في كتل كبيره. يمكن ان تشكل وتلون بطرائق متنوعه، باستخدام مكونات مثل الموغرت. تشمل الاشكال الشائعة - اوراق القيقب والارانب بلون الخريف. تزيد الاشكال والالوان من جاذبيه المنتج المطبوخ لان الغلوتين المطهو بالبخار له نغمه رماديه غير جذابه. ناما-فو مكون مهم في (شوجين-ريوري)، في المطبخ النباتي البوذي في اليابان. يمكن استخدامه كمكون في حلاوة الواغاشي. فو - مانجو هو نوع من مانجو مصنوع من ناما-فو. الغلوتين الصلب يجري تحليته وملؤه بحشوه حلوه متنوعه مثل معجون الفاصوليا الحمراء. ثم تغطى بأوراق الشجر وتبخر في طريقه شبيهه بالطريقة التي تبخر بها زونغزي الصينية.

#### مخبوزة جافه
مخبوزه جافه (ياكي-فو أو سوكياكي-فو) مخمرة بمسحوق الخبز ومخبوزه في اعمده طويله تشبه الخبز. غالباً يباع في شكل قطع، مثل اقراص جافه صلبه تشبه الخبز المحمص أو بقسماط الخبز. تضاف عاده ياكي - فو إلى حساء الميسو وسو كياكي، حيث تمتص بعض من المرق وتكتسب نسيجا رقيقا اخف وزنا وأكثر رقه من نظيره الصيني. هو النوع الأكثر شيوعا ووفره من فو في محلات السوبر ماركت اليابانيه.
في اليابان، سيتان، لم يكن معروف أو متاح على نطاق واسع، على الرغم من الاصول اليابانيه للنظام الغذائي الياباني. عند استخدامها، تنقل بمصطلحات هذا الطعام في كاتاكانا على انها (بالانجليزيه «لحم الغلوتين»)، أو نادرا، («سيتان»). خارج الدوائر النباتيه، هذه المصطلحات تكون غير معروفه في اليابان، ولا تظهر عاده في القواميس اليابانيه.

### الفيتيناميون
في فيتنام، يطلق على غلوتين القمح اسم mì căng or mì căn، وهو يحضر بطريقه مماثله ل ميان جين الصيني. مطولا مع التوفو هو جزء من المطبخ البوذي في فيتنام.

### ماكروبايوتيك
سيتان، لغة مستحدثة ذات اصل ياباني، هو طعام مصنوع من غلوتين القمح في النظام النباتي الماكروبايوتي للطبخ والصحة، كما صيغت بواسطه الفيلسوف الياباني جورج اوشاوا عام (1893- 1966). تبعا لقاموس اوكسفورد للغه الانجليزيه، يقال ان أوشاوا صاغه في اوائل الستينات، لكن اصله غير مؤكد.[بحاجة لمصدر]
معنى كلمه «سيتان» يتطور تدريجيا. المنتج الاولي، استورد من اليابان في عام 1969، هو التوابل شديده الملوحة، صلصه الصويا الملونه، تباع في وعاء زجاجي صغير أو كيس بلاستيكي، لتستخدم لتوابل الارز البني. فصار الاسم يشير تدريجيا إلى غلوتين قمح متبل بصلصه الصويا. أكثر الناس مسؤوليه في هذا التغيير هم نيل وجوان وأمارتسيف، اللذان اخترعا الجراء السمراء في عام 1972 وجون وايسمان، الذي اخترع في عام 1974 لحوم القمح (اولا كرات اللحم ثم شرائح اللحم المصنوعه من سيتان) في بوسطن. عمل الجميع لسنوات للترويج لهذه المنتجات الرائده في متجر ايريون للبيع بالتجزئة، وطوروا علامه تجاريه على اسم لحم القمح.
في حين ان غلوتين القمح نفسه لا طعم له، فهو يحتوي على منقوع جيد جداً ويُغلى عاده مع داشي مكون من صلصه الصويا، الكومبو، الزنجبيل، وأحيانا بعضا من زيت السمسم.

### الغرب
منذ وسط القرن العشرين، صار النباتيون في الامم الغربية يتبنون غلوتين القمح (المسمى عاده سيتان) كبديل للحوم، يباع في شكل قطع وشرائح وشكل اشكال في أمريكا الشمالية، حيث يوجد في بعض المتاجر الكبرى واسواق الاطعمه الآسيوية، ومتاجر الأغذية الصحيه والجمعيات التعاونية.
غالبا يطهى شكل كتل سيتان بفطر الشيتاكي أو البورتوبيلو، أو الكزبرة الطازجه أو البصل، أو صلصه الشواء، أو يوضع في مرق نباتي. في شكل شرائح، يمكن تعبئته ليؤكل خارج الطرد كوجبه خفيفه تحتوي على نسبه عاليه من البروتين. وغالبا ما تطعم المنتجات السيتانيه الشكل، على شكل«اضلاع» وفطائر، بالشواء والترياكي أو غير ذلك من الصلصات طيبه النكهة.
يستخدم غلوتين القمح أيضا في العديد من المنتجات النباتيه في بلدان مختلفه، على سبيل المثال من جانب الإسرائيليين العبرانيين الافارقه في القدس، وهي طائفه دينيه نباتيه من اصل أفريقي- أمريكي تدير سلسله من المطاعم لانتاج السندويشات النباتيه. في أمريكا الشماليه، هناك العديد من بدائل اللحوم ذات الأسماء التجاريه، التي تستخدم في المطاعم واسواق الخدمات الغذائيه.

### غلوتين القمح الحيوي
ينتج مسحوق غلوتين القمح ويباع كمضيف للخبز أو لصنع سيتان. والغلوتين الحيوي من القمح هو كل الغلوتين تقريبا ولا يوجد نشا تقريبا. عند استخدامه كإضافه في الخبز، ان الغرض منه هو اضافه مرونه إلى الدقيق الذي قد يكون في الغلوتين لولا ذلك، مثل دقيق القمح الكامل أو الذرة. هو يُحسن ارتفاع العجين النيء كما يُحسن بنيه المنتج النهائي ومضغه. غير مطلوب غير القليل جدا، عموما حوالي ملعقه واحده (15مل) لكل 2-3 اكواب (480-620 مل) من الدقيق.

## الإنتاج
الشكل المسحوق لغلوتين القمح (غلوتين القمح الحيوي)، صنع بواسطه ترطيب دقيق القمح الصلب لتنشيط الغلوتين وثم معالجه الكتلة المرطبه لازاله النشأ، ترك الغلوتين فقط. ثم يجفف ويطحن الغلوتين مره أخرى إلى مسحوق.
السيتان يمكن وصفه من غلوتين القمح الحيوي أو من دقيق القمح الصلب (المعروف أيضا دقيق البروتين العالي، أو دقيق الغلوتين العالي، أو دقيق الغلوتين). عندما يصنع السيتان من غلوتين القمح الحيوي، المسحوق يعاد ترطيبه ببساطه إلى شكل غلوتين ثم يطهى. إنتاج سيتان من دقيق القمح عمليه طويله. أولاً، العجين يصنع بواسطه ترطيب الدقيق، ثم تركب تحت الماء الجاري لازاله النشأ من العجين، تاركه فقط الغلوتين. ثم يقطع الغلوتين إلى اجزاء ويطبع بواسطه البخار، الغلي، القلي، أو بطرائق أخرى.

## كعلف للحيوانات
غلوتين القمح يستخدم كمصدر للبروتين ومكون مُلزم في طعام الحيوانات الأليفة. القي اللوم على غلوتين القمح من الصين المغشوش عن طريق إضافة الميلامين بإعتباره السبب في سحب منتجات طعام الحيوانات الاليفه عام 2007.